# Davea vadoni
Davea vadoni är en fjärilsart som beskrevs av Pierre E.L. Viette 1966. Davea vadoni ingår i släktet Davea och familjen nattflyn. Inga underarter finns listade i Catalogue of Life.